# Route nationale 60 (Madagaskar)
Route nationale 60 (RN 60) is een nationale weg in Madagaskar van 15 kilometer en loopt in het zuidelijke stadsgebied van Antananarivo. De weg verbindt de RN 7 met de RN 2.
De weg werd aangelegd in 2006 door Japanse ontwikkelingshulp en wordt daarom ook wel Boulevard de Tokyo genoemd. Omdat er veel dodelijke ongevallen plaatsvinden wordt de weg ook wel La route de la mort (de weg van de dood) genoemd.